# Hannah Murray
Tegan Lauren-Hannah Murray, född 1 juli 1989 i Bristol, England, är en engelsk skådespelerska och fotomodell. Hon är bland annat känd rollen som Cassie Ainsworth i TV-serien Skins och som Gilly i Game of Thrones.

## Karriär

### Skins
Utan någon tidigare skådespelarerfarenet fick Murray vid 16 års ålder rollen som Cassie Ainsworth, som är en ganska udda tjej och lider av anorexi, i serien Skins.
För sin roll i Skins blev Murray nominerad i kategorin Best Actress på Monte-Carlo TV Festival 2008.

## Filmografi
| År              | Titel                           | Roll             | Noteringar |
| --------------- | ------------------------------- | ---------------- | ---------- |
| 2007–2008, 2013 | Skins                           | Cassie Ainsworth | 22 avsnitt |
| 2008            | In Bruges                       | Girl             |            |
| 2009            | Why Didn't They Ask Evans?      | Dorothy Savage   |            |
| 2010            | Womb                            | Monica           |            |
| 2010            | Above Suspicion: the Red Dahlia | Emily Wickenham  |            |
| 2011            | Chatroom                        | Emily            |            |
| 2011            | Wings                           | Ellie            |            |
| 2012            | Little Glory                    | Jessica          |            |
| 2012            | Dark Shadows                    | Hippie Chick     |            |
| 2012–2019       | Game of Thrones                 | Gilly            |            |
| 2013            | The Numbers Station             | Rachel Davis     |            |
| 2013            | God Help the Girl               | Cass             |            |
| 2015            | Lily & Kat                      | Kat              |            |
| 2017            | Detroit                         | Julie            |            |